# Querido Dexter
Querido Dexter (Dearly Devoted Dexter) es una novela escrita por Jeff Lindsay y en la cual está basada la serie de televisión "Dexter". Esta es la continuación de la novela "El oscuro pasajero".

## Resumen
Dexter es un asesino de asesinos que por diferentes cuestiones escapan de las manos de la justicia, pero tiene un código especial inculcado por su padre adoptivo que le enseñó desde niño a utilizar sus habilidades. Dexter sigue las normas del código de Harry, el cual le indica como matar (solo a criminales) sin que lo atrapen.
Obligado a llevar una vida “normal” para ocultar sus deseos asesinos, especialmente hacia su compañero y más cercano enemigo el sargento Doakes. Pero todo cambia cuando empiezan a aparecer cadáveres espantosamente mutilados. Dexter queda fascinado ante el trabajo que tiene delante de sus narices, es el trabajo de un genio, de alguien que le puede comprender y enseñar.
- Datos: Q2277526